# ساوانا (فیلم)
«ساوانا» (انگلیسی: Savannah) یک فیلم است که در سال ۲۰۱۳ منتشر شد.

## بازیگران
- برادلی وایتفورد
- چویتل اجیوفور
- هال هالبروک
- جایمی الکساندر
- جیمز کاویزل
- سام شپارد
- تریسی والتر